# Novaïa Jizn

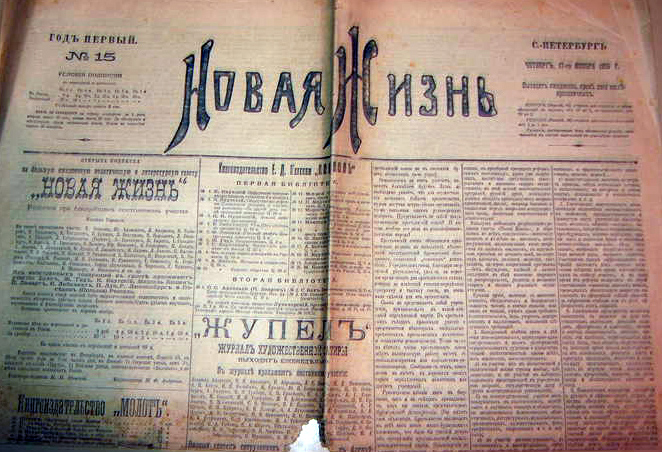
Novaïa Jizn(1905)

Novaïa Jizn (1905) (en russe : Новая Жизнь, La Vie nouvelle) fut le premier quotidien du Parti ouvrier social-démocrate de Russie. Il parut à Saint-Pétersbourg du 27 octobre (9 novembre, nouveau calendrier) au 3 (16) décembre 1905. Vingt-sept numéros furent publiés.
En 1917, paraîtra le premier mai, la première édition d'un journal homonyme : Novaïa jizn (1917-1918), dont le dernier numéro paraîtra le 16 juillet 1918. 

## Historique
Le journal fut créé dans le contexte de la révolution de 1905 et le premier numéro sortit le 27 octobre 1905. Son premier rédacteur en chef était Maxime Litvinov. Il fut ensuite interdit le 2 décembre 1905 et le numéro 28 sortit illégalement.
Ce quotidien, qui jouait le rôle d'organe central du POSDR, tirait à 80 000 exemplaires et avait parmi ses rédacteurs Lénine, Lounatcharski, Gorki. Il était édité par Maria Andreïeva (maîtresse de Gorki) qui disposait des moyens financiers du richissime Savva Morozov.